# Parco nazionale di Saklıkent
Il Parco Nazionale di Saklıkent (in turco Saklıkent Millî Parkı), comunemente noto come Canyon di Saklıkent, è un canyon formato dal Karaçay, un affluente del fiume Eşen, che segna il confine tra le province di Antalya e Muğla, nella regione del Mar Mediterraneo della Turchia. Si trova all'interno dei confini del distretto di Seydikemer della provincia di Muğla. Un canyon ripido e profondo si è formato con l'aiuto di fessure di faglia nel terreno calcareo che può quindi essere facilmente eroso dall'acqua. La sua lunghezza è di 18 km e la sua altezza è di 200 m. La parte più stretta raggiunge i 2 metri. La portata del Karaçay, un affluente del torrente Eşen, è di 14–17 m³/sec all'uscita del canyon.

## Informazioni di base
I dintorni del canyon sono stati dichiarati Parco nazionale, col nome di  "Parco nazionale di Saklikent" con la Gazzetta ufficiale del 6 giugno 1996 e posti cosi' sotto tutela. L'area del parco nazionale, di 12.390 ettari, comprende tre villaggi appartenenti al  distretto di Kaş e altrettanti a quello di Seydikemer.
Il canyon è una formazione geomorfologica formata dal Karaçay, un affluente del fiume Eşen, sui monti Akdağlar. Poiché il fondo del canyon è percorso da acqua impetuosa, è impossibile attraversarlo. L'accesso può essere effettuato con un ponte in legno lungo 200 metri, fissato alle ripide pendici del canyon con barre di ferro. Dopo il ponte si trovano sorgenti carsiche fredde e abbondanti. 180-210 mila turisti visitano il canyon ogni anno.

## Geografia fisica
Il terreno in cui si è formato il canyon è costituito da masse calcaree. Un canyon ripido e profondo si è formato con l'aiuto di fessure di faglia nel terreno calcareo che può essere facilmente eroso dall'acqua. La lunghezza è di 18 km e l'altezza di 200 metri. La parte più stretta raggiunge i 2 metri. L'altezza del terreno in cui si trova il canyon supera i 1000 metri.

## Scoperta
La scoperta del canyon risale agli anni 90 nel novecento. Secondo alcune voci, il canyon, scoperto da un pastore che inseguiva una sua capra fuggita in questo punto, divenne oggetto di curiosità negli insediamenti circostanti. Dopo la segnalazione del pastore, il Ministero dell'Ambiente e delle Foreste dichiarò Saklıkent Parco Nazionale, e poi Saklıkent assunse la sua forma attuale con il sostegno di aziende private.